# Port lotniczy Ogle
Port lotniczy Ogle (IATA: OGL, ICAO: SYGO) – port lotniczy zlokalizowany w miejscowości Ogle, w Gujanie. Lotnisko zlokalizowane jest 6 km na zachód od stolicy Gujany, Georgetown